# Trzykrucierzówka

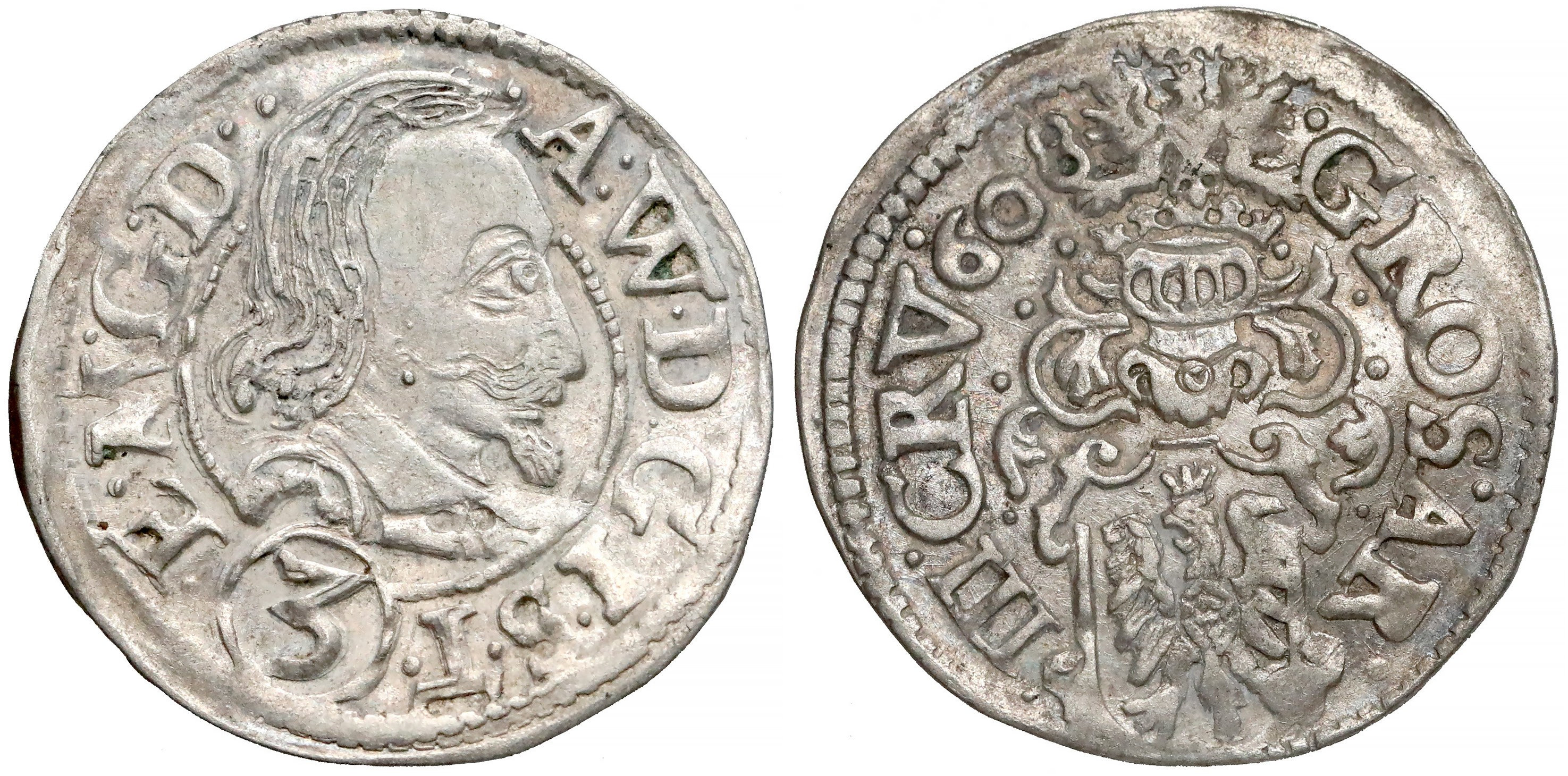
3 krajcary cieszyńskie (1608)

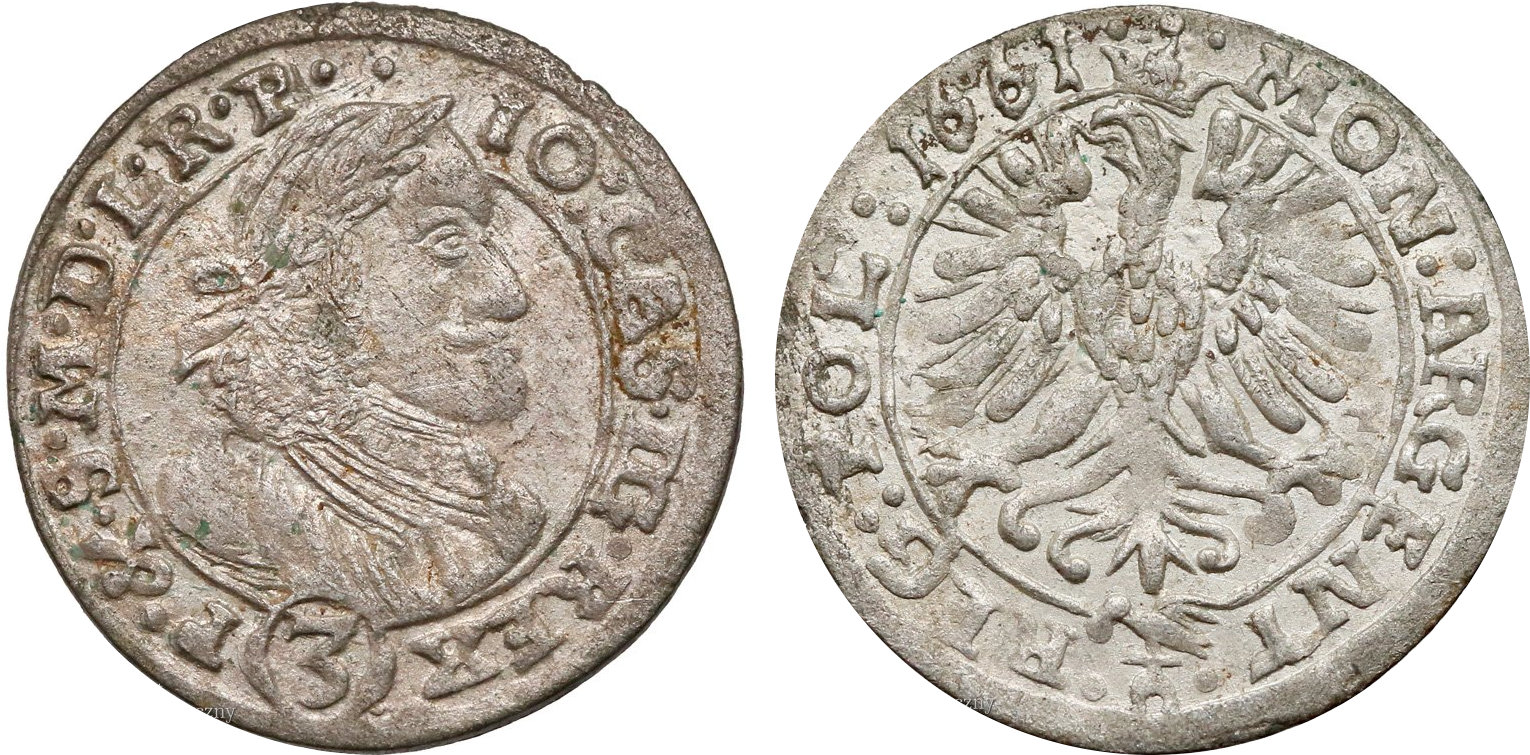
3 krajcary opolskie Jana II Kazimierza Wazy (1661)

Trzykrucierzówka – gatunek srebrnego pieniądza koronnego I Rzeczypospolitej emitowany w latach 1615–1618, o wartości nominalnej 3 krajcarów, odpowiednik półtoraka, ale przeznaczony do handlu ze Śląskiem.  
Zarówno trzykrucierzówka jak i półtorak powstały dla potrzeb handlu nadgranicznego, w którym dawał się zwłaszcza odczuć brak gatunku pośredniego pomiędzy groszem a trojakiem.  
W 1598 r. zalegalizowano na terenie Rzeczypospolitej obieg drobnych monet obcych. Było to spowodowane faktem, że pod koniec XVI w. polska moneta – głównie w postaci trojaków – stała się ceniona wyżej w stosunku do talara i dukata zagranicą niż w kraju i lokalnie zaczęto odczuwać brak drobnych nominałów.  
W taryfie dopuszczonych monet obcych z 1600 r. wyceniono na półtora grosza monety niemieckie:  
- habsburskie trzy krajcary odpowiadające tradycyjnym groszom czeskim, z nominałem oznaczonym cyfrą „3” (popularnie nazywane „czechami ”) oraz
- monety z cyfrą 24 nadpisaną na jabłku z krzyżem (niem. Apfelgrosch) o wartości 1/24 talara.

W drugim dziesięcioleciu XVII w. obydwa niemieckie gatunki wycenione w taryfie z 1600 r. doczekały się rodzimych bić. Emisje te były nietypowym upodobnieniem monety polskiej do wzorów obcych, jak przypuszczają niektórzy badacze najprawdopodobniej stanowiły próbę dokonania ekspansji własnego, lichego  pieniądza na rynki sąsiednich krajów.  
Ikonografia trzykrucierzówki zgodna była z tą przyjętą dla gatunków pieniądza o większej wartości. Na awersie umieszczono ukoronowany (w zamkniętej koronie) profilowy portret Zygmunta III Wazy, otoczony skróconą tytulaturą władcy:  

SIGIS[mundus] III D[ei] G[ratia] R[ex] PO[loniae] M[agnus] D[ux] L[ithuaniae]

(pol. Zygmunt III z Bożej Łaski Król Polski Wielki Książę Litewski), pomiędzy R i P nietypowe jak dla pieniędzy Rzeczypospolitej oznaczenie nominału za pomocą cyfry „3”, na rewersie pięciopolowa, ukoronowana tarcza z Orłem i Pogonią, umieszczonymi podwójnie, pośrodku herb Wazów – Snopek, dookoła legenda:

III CRV REG POL

(pol. 3 krucierze Królestwa Polskiego).
Monetę wykonano ze srebra próby 469 na krążkach o średnicy 21 mm i masie 1,7 grama. Nie ma ostatecznej pewności, która z mennic koronnych wykonała bicie. Większość źródeł podaje ze znakiem zapytania mennicę krakowską, nieliczne zaś wymieniają zakład w Bydgoszczy.
Inaczej niż w przypadku półtoraka, trzykrucierzówka nie przyjęła się na rodzimym rynku i dlatego jej emisji zaniechano już w 1618 r. 